# Stob na Broige
Stob na Broige är ett berg i Storbritannien.   Det ligger i kommunen Highland och riksdelen Skottland, i den nordvästra delen av landet, 600 km nordväst om huvudstaden London. Toppen på Stob na Broige är 956 meter över havet, eller 174 meter över den omgivande terrängen. Bredden vid basen är 1,7 km.
Terrängen runt Stob na Broige är huvudsakligen kuperad, men åt nordväst är den bergig.Runt Stob na Broige är det mycket glesbefolkat, med 2 invånare per kvadratkilometer. Närmaste större samhälle är Kinlochleven, 9,2 km norr om Stob na Broige. Trakten runt Stob na Broige består i huvudsak av gräsmarker.